# Эди, Кейт
Кэтрин Эди CBE  (англ. Kathryn Adie; /ˈeɪdi/; род/ 19 сентября 1945) – британский журналист.
Она была главным корреспондентом новостей для BBC News в период с 1989 по 2003 год, в течение которых  освещала военные и боевые конфликты по всему миру, включая акты мирового терроризма. Она ушла из Би-би-си в качестве Главного корреспондента новостей (роль, которую она взяла на себя в 1989 году) в начале 2003 года и теперь работает внештатным ведущим в издании «Наш собственный корреспондент» на радио  BBC 4.
В фильме 2017 года «6 дней» образ  Кейт Эди воссоздала на  экране австралийская актриса Эбби Корниш.
В 2018 году Кейт была награждена BAFTA Academy Fellowship Award.